# Santa Margarida de Pampa
Santa Margarida de Pampa és l'església parroquial del nucli de Pampa, al municipi de Castellar de la Ribera (Solsonès), inclosa a l'Inventari del Patrimoni Arquitectònic de Catalunya. L'antic nucli de Pampa es troba a l'extrem nord del terme municipal, als vessants meridionals de la serra d'Oliana, elevada sobre le marge dret de la rasa de Solanes.

## Descripció

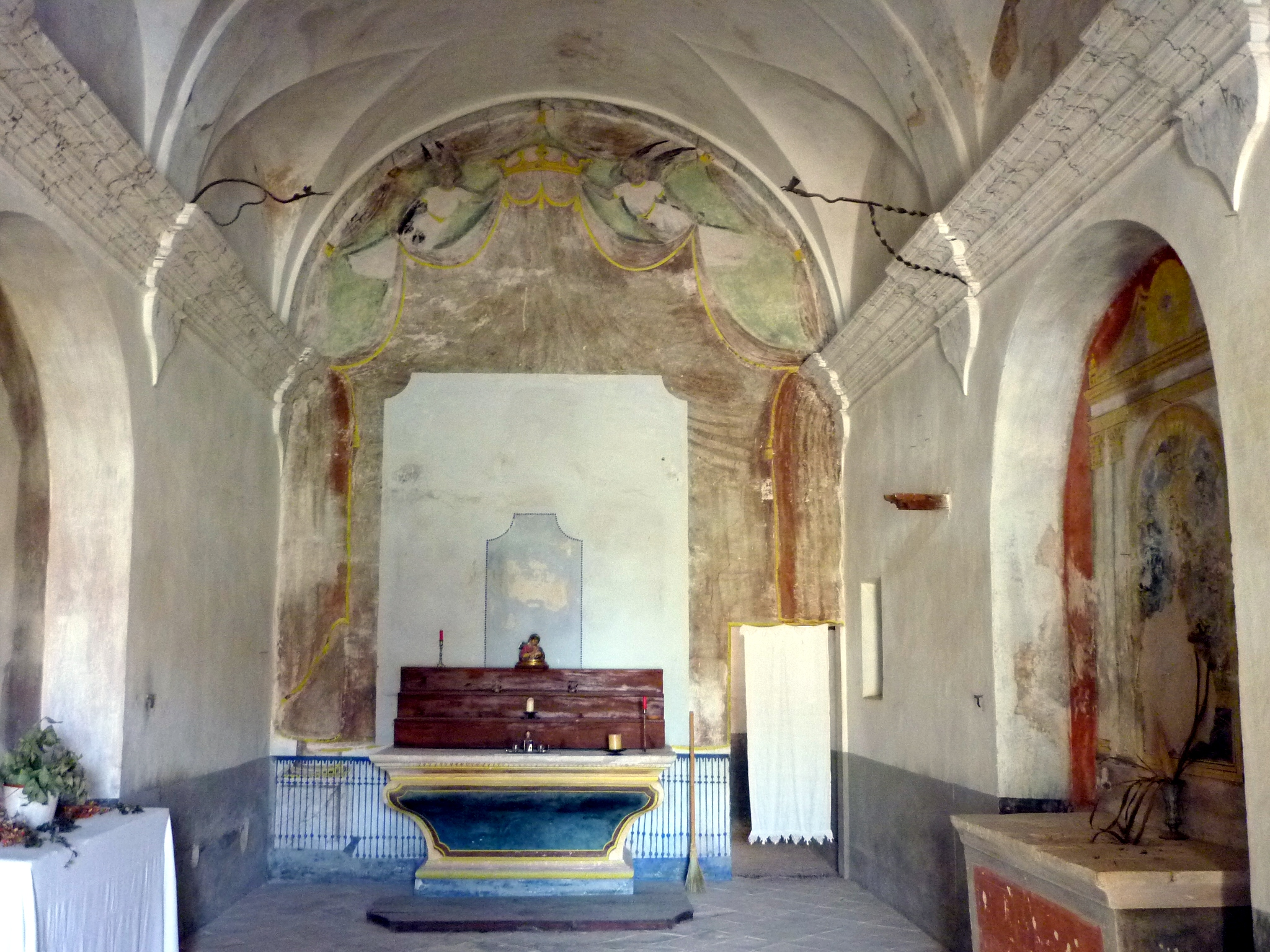
Interior de l'església.

Església de planta rectangular. Té un campanar d'espadanya amb dues finestres cobertes amb arcs de mig punt. El campanar està cobert amb lloses. Destaca la finestra circular del frontis feta d'un sol bloc de pedra. A la clau de la porta, hi ha la data de 1806. L' església no té absis i el parament interior està completament enguixat. L'església està coberta amb volta de llunetes a l'interior. Com a conseqüència de les humitats, les pintures estan en molt mal estat. El material de construcció és variat: pedres, ciment, rajoles...

## Història
L'actual edifici fou construït l'any 1806 a la dreta del Barranc de Coscollola i a llevant del turonet on s'aixecava l'antiga. Prop de les seves restes, hi ha les de l'antic Castell de Pampa i entre ambdues, s'aixeca una casa senyorial.
Als primers anys de la centúria, en tenia cura el vicari de la Salsa: mossèn Esteve Melé s'havia situat a Ogern. El vicari tant si depenia de la Salsa com del rector de Ceuró, s'estava a la Pampe. El mossèn de la Salsa, que s'havia fet vell, el 1919, volia que el vicari visqués a Ogern, llavors els veïns van demanar al bisbe que no els tragués el capellà, que aleshores era mossèn Salvador Casòliva. L' any 1924 encara hi havia capellà encarregat que era mossèn Joan Viladrich.

## Per anar-hi
- Pista a Santa Margarida de Pampa